# Guajakfa
A guajakfa a Guaiacum officinale, a Guaiacum sanctum és a Guaiacum guatemalense növényfajokból nyert faanyag. A fakereskedelemben előforduló legsűrűbb, legkeményebb anyag. Lignum vitae, „élet fája” néven is ismert, mivel sokféle gyógyszer alapanyagát szolgáltatta. A guaiacum nemzetséghez tartozó fajok a CITES 2. listáján, a veszélyeztetett fajok között vannak felsorolva. Kevésbé veszélyeztetett helyettesítő fafajai a Bulnesia arborea és a Bulnesia sarmientoi.
Egyéb kereskedelmi nevei: guajak, gaïac, guaiacum wood, guayacán, palo santo, Pockholz. Más fafajok anyaga mellett a guajakfára is alkalmazzák az angol ironwood (’vasfa’) és a greenheart (’zöld geszt’) elnevezést.

## Az élő fa
Dél-Amerika északi részén, Közép-Amerikában, a Karib-térségben, Mexikóban fordul elő. Lassan növő, közepes nagyságú örökzöld fa, ritkán magasabb 10 méternél, rönkjének átmérője 50 cm körüli.

## A faanyag
Szíjácsa keskeny, sárgás, nem használják. Gesztje élesen elkülönül, sötétbarna, a levegőn sötét szürkés-zöldes árnyalatot kap. Sárga erei lehetnek. A növekedési zónák hol felismerhetőek, hol nem. Balzsamos illata van, a felülete viaszos fényű.
A fa szövete szórt likacsú, a pórusok aprók, a szíjácson zöld pontocskákként látszanak. A bélsugarak egy sejtsor vastagságúak, emeletes felépítésűek, mint ahogy a parenchima, a farostok és az edények elemei is. Egy milliméterre 8–10 emelet jut.

## Felhasználása
SzárításLassan, nehezen szárad, könnyen reped. Állóképessége jó.
MegmunkálásKeménysége, ridegsége, szabálytalan rostszerkezete miatt nehéz megmunkálni. A fa viasztartalma bizonyos fokig megkönnyíti a forgácsoló megmunkálást, de a ragasztást problematikussá teszi. Jól esztergálható. Nehezen hajlítható.
RögzítésVíztaszító tulajdonsága miatt a szokásos faragasztókkal nehezen ragasztható.
FelületkezelésJól polírozható.
TartósságNagyon tartós, kopásálló, gomba- és rovarálló.
A magas viasztartalmú fát önkenő tulajdonsága alkalmassá teszi hajótengelyek, tengeralattjáró-tengelyek csapágyazására, fogaskerekek, gyalutalpak készítésére. Esztergályosmunkák, tekegolyók, kalapácsok anyaga. Gyantáját a gyógyszer- és szeszipar hasznosítja: likőrök ízesítésére, régebben szifilisz kezelésére használták, gyenge vizelet- és izzadsághajtó hatása van. A guajakgyanta illatszerek gyakori összetevője.